# غاوسو ساخو
غاوسو ساخو (بالفرنسية: Gaoussou Sackho)‏ (8 فبراير 1995 بفرنسا - ) هو لاعب كرة قدم فرنسي في مركز الهجوم.

## روابط خارجية
- غاوسو ساخو على موقع قاعدة بيانات كرة القدم.إي يو (الإنجليزية)
- غاوسو ساخو على موقع Soccerway.com (الإنجليزية)